# Bunchosia

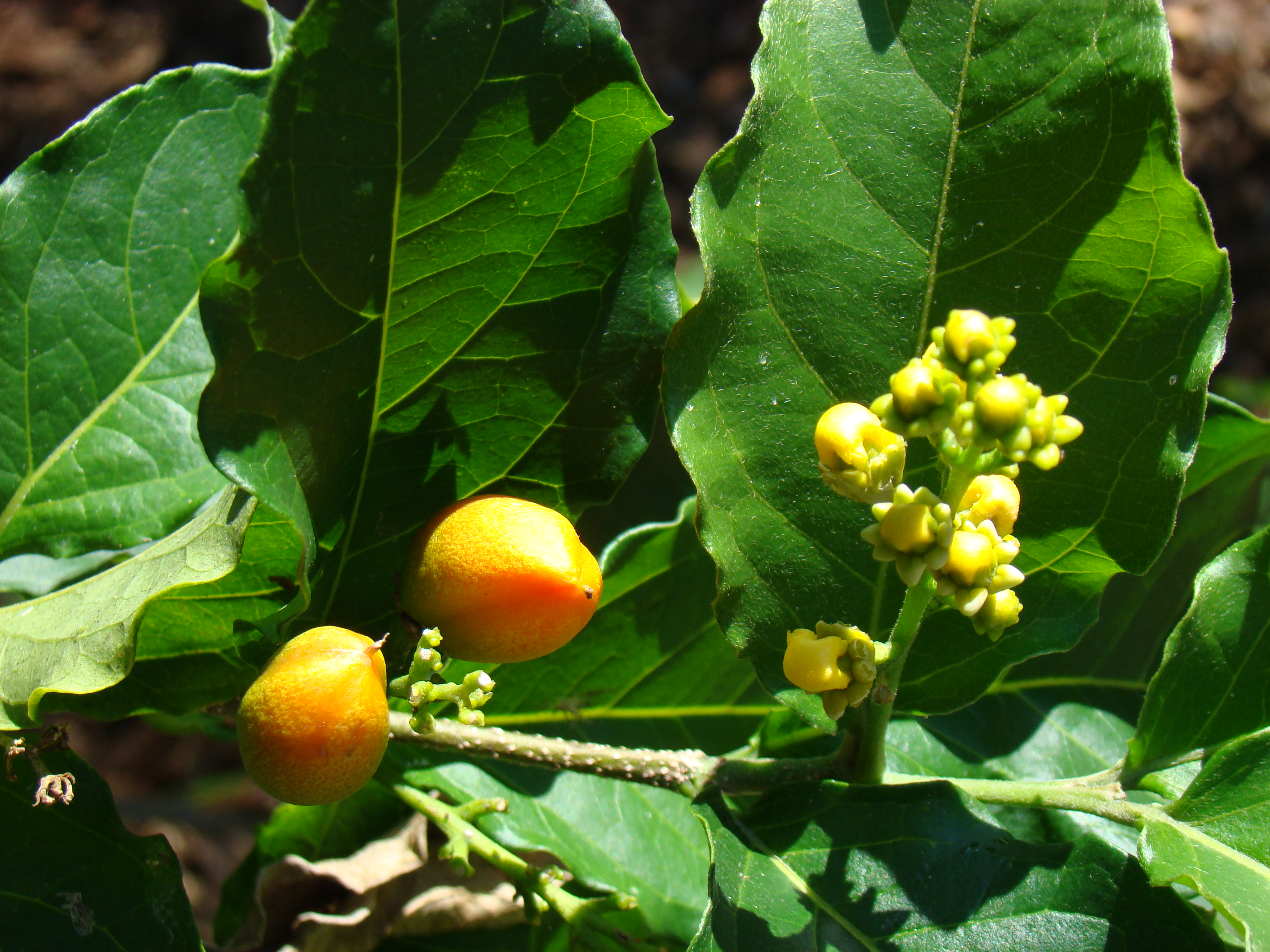
A Bunchosia argentea virágai és gyümölcsei

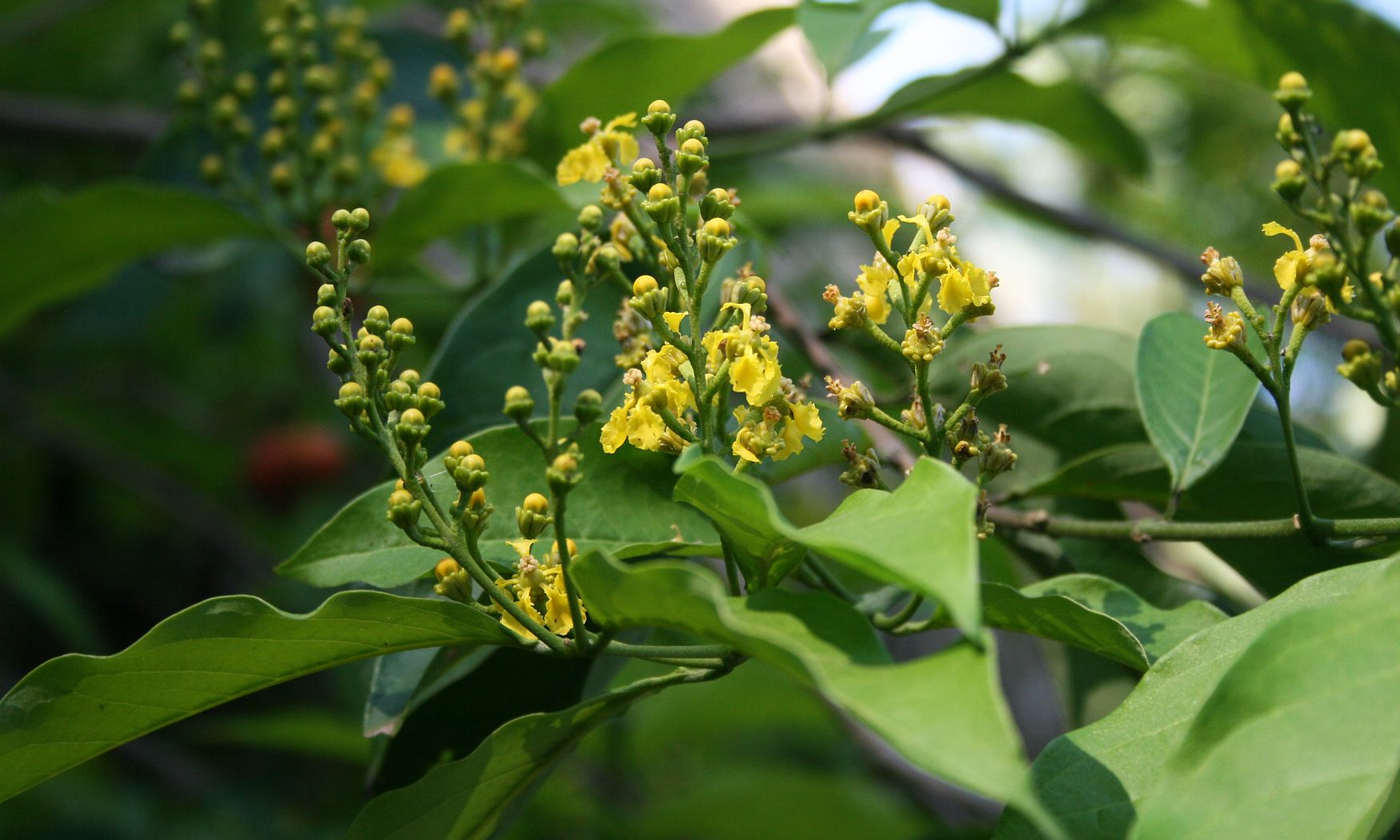
A Bunchosia nitida virágai ...

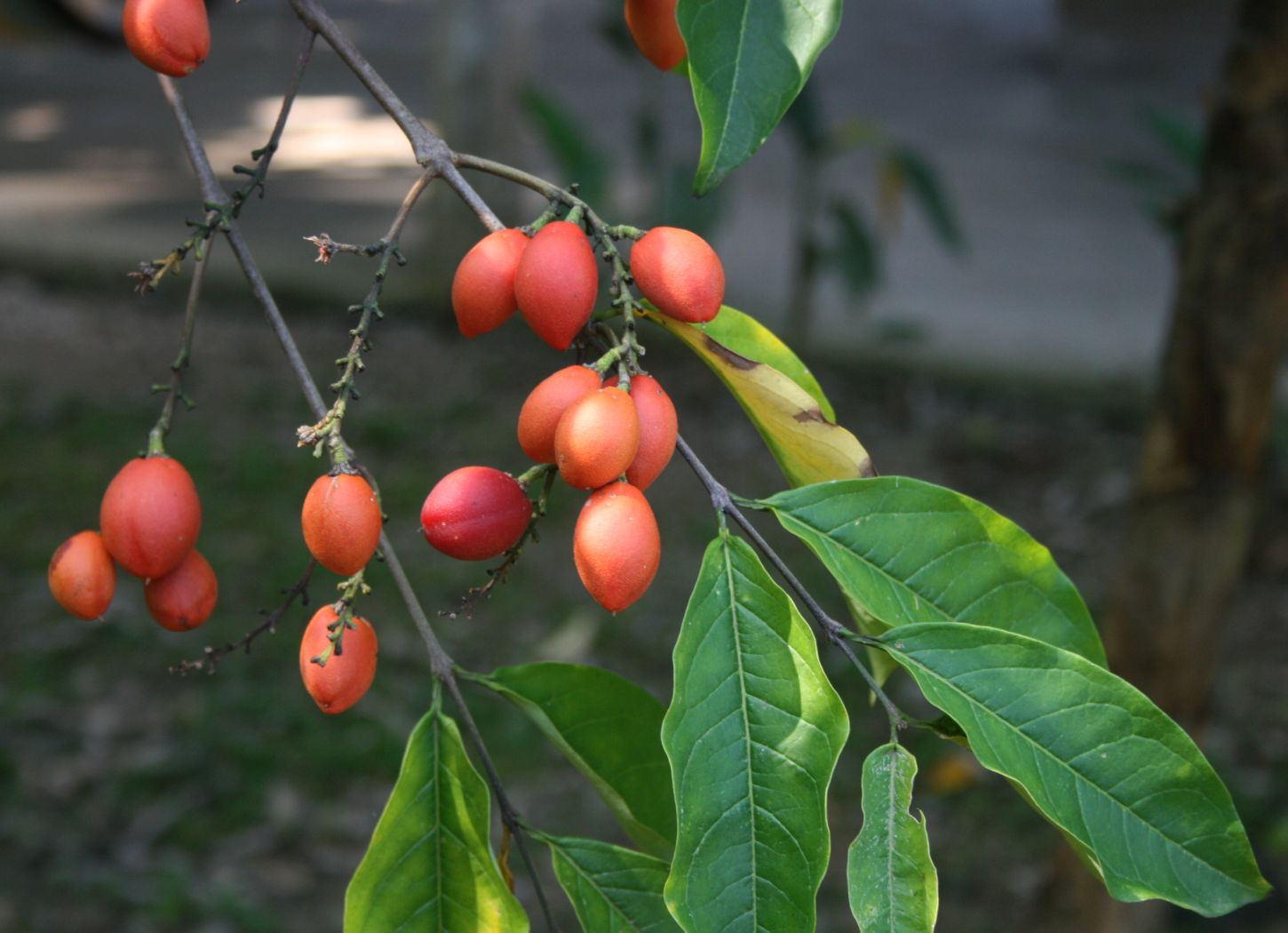
... és gyümölcsei

A Bunchosia a Malpighiales rendjébe és a malpighicserjefélék (Malpighiaceae) családjába tartozó nemzetség.

## Rendszerezés
A nemzetségbe az alábbi 80 faj tartozik:
- Bunchosia acuminata Dobson
- Bunchosia angustifolia A.Juss.
- Bunchosia anomala W.R.Anderson
- Bunchosia apiculata Huber
- Bunchosia argentea (Jacq.) DC.
- Bunchosia armeniaca (Cav.) DC.
- Bunchosia articulata Dobson
- Bunchosia berlinii W.R.Anderson
- Bunchosia biocellata Schltdl.
- Bunchosia bonplandiana A.Juss.
- Bunchosia brevistyla W.R.Anderson
- Bunchosia canescens (Aiton) DC.
- Bunchosia caroli W.R.Anderson
- Bunchosia cauliflora W.R.Anderson
- Bunchosia cestrifolia Cuatrec.
- Bunchosia costaricensis Rose
- Bunchosia cumanensis G.Don
- Bunchosia decussiflora W.R.Anderson
- Bunchosia deflexa Triana & Planch.
- Bunchosia diphylla (Jacq.) Cuatrec. & Croat
- Bunchosia dwyeri Cuatrec. & Croat
- Bunchosia ekmanii Urb. & Nied.
- Bunchosia elliptica Tod.
- Bunchosia emarginata Regel
- Bunchosia glandulifera (Jacq.) Kunth
- Bunchosia glandulosa (Cav.) DC.
- Bunchosia gracilis Nied.
- Bunchosia grandifolia (Jacq.) A.Juss.
- Bunchosia grayumii W.R.Anderson
- Bunchosia guatemalensis Nied.
- Bunchosia haitiensis Urb. & Nied.
- Bunchosia hartwegiana Benth.
- Bunchosia hookeriana A.Juss.
- Bunchosia hotteana Nied. & Ekman
- Bunchosia itacarensis W.R.Anderson
- Bunchosia jamaicensis Urb. & Nied.
- Bunchosia lancifolia Nied.
- Bunchosia lanieri S.Watson
- Bunchosia lindeniana A.Juss.
- Bunchosia linearifolia P.Wilson
- Bunchosia luzmariae W.R.Anderson
- Bunchosia macilenta Dobson
- Bunchosia macrophylla Rose
- Bunchosia maritima (Vell.) J.F.Macbr.
- Bunchosia matudai Lundell
- Bunchosia mcvaughii W.R.Anderson
- Bunchosia mesoamericana W.R.Anderson
- Bunchosia mollis Benth.
- Bunchosia montana A.Juss.
- Bunchosia monticola Brandegee
- Bunchosia nitida (Jacq.) A.Rich.
- Bunchosia odorata (Jacq.) Juss.
- Bunchosia pallescens Skottsb.
- Bunchosia palmeri S.Watson
- Bunchosia paraguariensis Nied.
- Bunchosia pauciflora Dobson
- Bunchosia pernambucana W.R.Anderson
- Bunchosia petenensis Lundell
- Bunchosia petraea W.R.Anderson
- Bunchosia pittieri Cuatrec. & Croat
- Bunchosia plowmanii W.R.Anderson
- Bunchosia polystachia (Andrews) DC.
- Bunchosia postuma Nied.
- Bunchosia praecox W.R.Anderson
- Bunchosia pseudonitida Cuatrec.
- Bunchosia punicifolia Ekman & Nied.
- Bunchosia sonorensis Rose
- Bunchosia sphaerocarpa A.Juss.
- Bunchosia stipulacea W.R.Anderson
- Bunchosia strigosa Schltdl.
- Bunchosia swartziana Griseb.
- Bunchosia systyla (Nied.) Dobson
- Bunchosia ternata Dobson
- Bunchosia thaumatothrix W.R.Anderson
- Bunchosia tuberculata (Jacq.) DC.
- Bunchosia tutensis Dobson
- Bunchosia ursana W.R.Anderson
- Bunchosia veluticarpa W.R.Anderson
- Bunchosia volcanica W.R.Anderson
- Bunchosia quaesitor Dobson